# 鄧棨
鄧棨（？—1449年），字孟擴，江西建昌府南城縣人，明朝政治人物。

## 生平
永樂二十二年（1424年）甲辰科三甲第三十一名進士，授監察御史，巡按蘇州、松江等府，期滿後將離任，當地百姓赴闕請求留任，獲批准，丁憂去職。宣德十年（1435年）獲楊士奇舉薦起為陝西按察使，正統十年（1445年）任都察院右副都御史，隨明英宗北伐，大軍抵達居庸關，上疏請求明英宗返回京師，到宣府鎮、大同鎮時，再次上章，均不獲批准。土木之變時，同行人要求他自行脫難，鄧棨則稱：「鑾輿失所，我尚何歸！主辱臣死，分也。」於是戰死。贈右都御史，諡襄敏。